# Wahadłówka

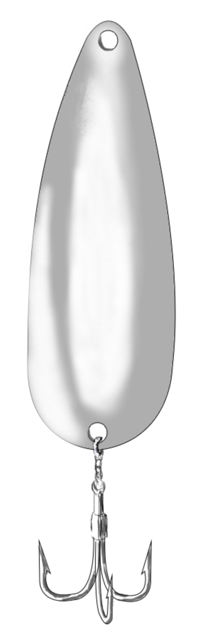
Wahadłówka

Wahadłówka lub też błystka wahadłowa – rodzaj błystki, przynęty wędkarskiej używanej do połowu ryb. Zazwyczaj wykonana z odpowiednio wytłoczonego kawałka blachy lub wypolerowanego kawałka muszli, kolebie się na boki (waha) w czasie ściągania. Niektóre modele, np. karlinki stosowane do połowu ryb łososiowatych wykonują także ruchy obrotowe. Niegdyś przynęta bardzo popularna przy połowie wszystkich drapieżników. Jej popularność wzięła się także z możliwości dość łatwego samodzielnego jej wykonania za pomocą najprostszych narzędzi. Obecnie najczęściej stosowana przy połowie łososi, troci, szczupaków i sumów. Mniejsze modele skuteczne są też na inne drapieżniki. Istnieje wiele kształtów tej przynęty, np. Gnom, Alga, Heintz. Ponadto każda wahadłówka wykonywana jest w kilku wariantach kolorystycznych i wielkościach. Producenci starają się podnieść jej skuteczność poprzez dodanie nadruków, tłoczenia wzorów łusek, naklejania folii holograficznych itp.